# Юрий Шатунов
Юрий Василиевич Шатунов (на английски: Yuriy Vasilevich Shatunov), повече познат в музикалните среди като Юрий Шатунов (на английски: Yuriy Shatunov), е певец, музикант, композитор, текстописец и звукорежисьор от Русия.

## Творческа биография
Юрий Шатунов е руски певец, който е по известен като водещ вокалист на руската група „Laskoviy Mai“ (Нежен май) с активност през 80-те години. След като групата се разпада през 1992 г. Юрий Шатунов се изявява като соло певец.
Бащата на Юрий Шатунов – Василий Владимирович Клименко е наполовина руснак и наполовина украинец. На тригодишна възраст Юрий е изоставен от баща си и е отгледан от баба си и дядо си, а след това и от майка си. Когато е на 11 години, майка му умира от сърдечно заболяване след което той отива да живее при семейството на леля си. Те обаче скоро се оказват неспособни да го издържат, и следствие на това той е изпратен в Оренбургски детски дом номер 2 в Оренбург. Там той придобива репутация на лошо момче което включва бягство от сиропиталището, свирене на китара, пеене по улиците за пари, пушене, побой и бягство от работа.
В по късен период от пребиваването си в Оренбургският детски дом той се среща със Сергей Кузнецов, учител по музика в сиропиталището с когото създават групата „Laskoviy Mai“ (Нежен май). Една от най-често срещаните теми, за които пеят младите членове на групата е нещастната любов. Тази тема е необичайна по това време и нетипична предвид тинейджърската възраст и на двамата. Тази група на която Шатунов става не безизвестен вокалист съществува от 1986 до 1992 г. и се радва на голяма популярност в Русия в този период.
През 1996 г. Шатунов се премества в Германия с идеята да завърши образованието си, но това става невъзможно в резултат на бурната си младост и ранната му музикална кариера. Въпреки това докато е в Германия Юрий Шатунов придобива умения на музикален продуцент. Той сключва брак със съпругата си Светлана Шатунова през 2007 г. в Германия от чийто брак има син и дъщеря. Този брак приключва след седем годишна връзка. В последните си години от своят кратък живот Шатунов е зает да работи върху соловата си кариера и често се изявява в страните от Източна Европа като Германия, Русия, както и в някои от страните от бившия Съветски блок в Централна Азия като Казахстан и Киргизстан.
Юрий Шатунов умира в нощта на 23 юни 2022 г. от остра сърдечна недостатъчност (миокарден инфаркт) в болница в Москва. Състоянието на певеца се влошава критично по пътя към болница в Домодедово където той претърпява интензивна реанимация. Въпреки усилията на лекарите, те не успяват да го спасят. Погребалната церемонии на се е състояла на 26 юни 2022 г. в Прощалната зала на Троекуровското гробище в Москва, където ден по-късно той е кремиран. На 28 юни 2022 г. урната с праха му е частично погребана в Троекуровското гробище в Москва, а другата част от пепелта в съответствие с желанието на певеца е разпръсната в едно на езерата в Мюнхен, Германия. 

## Дискография

### Студийни албуми
- Do You Remember... (на руски: Ты помнишь…) (1994)
- Remember May (на руски: Вспомни май) (2001)
- Gray Night (на руски: Седая ночь) (2002)
- Leaves Fall (на руски: Падают листья) (2003)
- If You Want... Don't Be Afraid (на руски: Если хочешь… Не бойся) (2004)
- Record My Voice (на руски: Запиши мой голос) (2006)
- I Believe... (на руски: Я верю…) (2012)
- Happy Birthday! (на руски: С днём рождения!) (2017)
- On Christmas (на руски: В Рождество) (2018)
- Don't Be Silent... (на руски: Не молчи…) (2018)
- Favorite Songs (на руски: Любимые песни) (2019)
- Thank You (на руски: Спасибо тебе) (2020)
- I Cannot Stop (на руски: Остановиться не могу) (2020)
- Snow Covers Leaves (на руски: Заметает листья снег) (2020)
- About White Roses (на руски: Про белые розы) (2025)
- Don't Argue With Me (на руски: Не спорь с мной) (2022)
- To Each His Own (на руски: Каждому своё) (2022)

### Сингли
- The White Roses (на руски: Белые розы) (1986)
- Forget (на руски: Забудь) (2001)
- Childhood (на руски: Детство) (1992)
- Grizzled night (на руски: Седая ночь) (1986)
- Do not be afraid (на руски: Не бойся) (2003)
- Pink evening (на руски: Розовый вечер) (1988)
- Summer (на руски: Лето) (1986)
- Cold winter evening (на руски: Холодный зимний вечер) (1986)
- Next to her (на руски: Рядом с ней) (2014)
- What are you, summer (на руски: Что ты, лето) (2002)
- Starry night (на руски: Звездная ночь) (2018)
- Let it be the night (на руски: Пусть будет ночь) (1986)
- Silly snowflakes (на руски: Глупые снежинки) (1988)
- My life (на руски: Жизнь моя) (2014)
- Record my voice on tape (на руски: Запиши мой голос на кассету) (2005)
- Classmates (на руски: Одноклассники) (2015)
- May evening (на руски: Майский вечер) (2008)
- Stars (на руски: Звезды) (2015)
- Leaves are Falling (на руски: Падают листья) (2001)
- You've just been (на руски: Ты просто был) (1988)
- I'm frankly (на руски: Я откровенный) (1986)
- After the graduation (на руски: После выпускного) (2005)
- Do not be silent (на руски: Не молчи) (2018)
- Hi (на руски: Привет) (2012)
- If you want to (на руски: Если хочешь) (2004)
- I'm losing (на руски: Я теряю) (2001)
- Happy birthday (на руски: С днём рождения) (2017)
- I believe (на руски: Я верю) (2012)
- Forgive me, forgive (на руски: Прости меня) (2005)
- The Christmas (на руски: В рождество) (2018)
- Without you (на руски: Без тебя) (2012)
- How much (на руски: Сколько можно) (2005)
- The remember (на руски: Помнишь) (1999)
- And you take it and call (на руски: А ты позвони) (2018)
- I do not want (на руски: Не хочу) (2012)
- Mum (на руски: Мама) (1993)
- You do not believe me (на руски: Ты мне не веришь) (2018)
- Daisies (на руски: Ромашки) (2012)
- Letter (на руски: Письмо) (1993)